# Îles Odanak
Îles Odanak är två öar, en större och en mindre, i Kanada.   Den ligger i provinsen Québec, i den sydöstra delen av landet, 290 km öster om huvudstaden Ottawa. Îles Odanak ligger i sjön Lac Magog.
I omgivningarna runt Îles Odanak växer i huvudsak blandskog. Runt Îles Odanak är det ganska glesbefolkat, med 21 invånare per kvadratkilometer.